# Nyck de Vries
Hendrik Johannes Nicasius "Nyck" de Vries (Uitwellingerga, 6 februari 1995) is een Nederlandse autocoureur. In 2019 werd hij kampioen in de Formule 2 en in seizoen 2020/2021 wereldkampioen in de Formule E. De Vries maakte zijn debuut in de Formule 1 als invaller bij Williams tijdens de Grand Prix van Italië 2022. In 2023 vervolgde De Vries zijn Formule 1-carrière bij AlphaTauri. Dit duurde tot en met de Grand Prix van Groot-Brittannië 2023, waarna hij werd vervangen door Daniel Ricciardo. Hierna keerde hij terug in de Formule E.

## Carrière

### Karting
In 2008 debuteerde De Vries voor het Italiaanse Chiesa Corse Zanardi Team, waar hij samen met David da Luz reed. Hij werd onder andere kampioen van de KF3 (2008, 2009), de Duitse jeugdklasse (2008, 2009) en hij won het Europees kampioenschap KF3 (2009).
De Vries werd in 2010 opgenomen in het McLaren Young Driver Programme, het talentprogramma van het Formule 1-team McLaren, waar hij tot 2019 deel van uitmaakte.
Hij werd in Zuera wereldkampioen in de KF2-klasse, nadat hij in de laatste ronde Jordan Chamberlain voorbij was gegaan.
Op 13 september 2011 werd De Vries in het Japanse Suzuka wereldkampioen in de KF1-klasse, de hoogste kartingklasse ter wereld.

### Formule Renault
In 2012 maakte De Vries de overstap naar het formuleracing, waarbij hij zijn Formule Renault 2.0-debuut maakte in zowel de Eurocup Formule Renault 2.0 als de Formule Renault 2.0 NEC voor R-Ace GP. In de Eurocup werd hij met twee podiumplaatsen vijfde in het kampioenschap met 78 punten, terwijl hij in de NEC een race won op het TT-Circuit Assen en met drie andere podiumplaatsen tiende werd met 166 punten. Dit ondanks dat hij in slechts vijf van de acht raceweekenden deelnam.
In 2013 bleef De Vries actief in de Formule Renault 2.0 in zowel de Eurocup als de Formule Renault 2.0 Alps. Hij maakte hierbij de overstap naar het team Koiranen GP. Hoewel hij in slechts drie van de zeven raceweekenden in het Alps-kampioenschap uitkwam, werd hij met 68 punten achtste in de eindstand met twee tweede plaatsen op het Circuit Mugello. In de Eurocup won hij tegen het eind van het seizoen twee races. Eén op de Hungaroring en één op het Circuit de Barcelona-Catalunya. In het eindklassement werd hij opnieuw vijfde met 113 punten.
In 2014 reed De Vries opnieuw voor Koiranen in zowel de Eurocup als de Alps. In beide kampioenschappen werd hij op dominante wijze kampioen. In de Eurocup won hij vijf races, behaalde hij nog vijf andere podiumplaatsen en werd hij met 254 punten kampioen. In de Alps won hij negen races, stond hij in nog drie andere races op het podium en behaalde hij 300 punten op weg naar het kampioenschap.
In 2015 maakte De Vries de overstap naar de Formule Renault 3.5 Series. Daarbij kwam hij uit voor DAMS. Hij stond vijf keer op het podium voordat hij de laatste race van het seizoen op het Circuito Permanente de Jérez won, waardoor hij achter Oliver Rowland en Matthieu Vaxivière derde werd in de eindstand met 160 punten.

### GP3
In 2016 stapte De Vries over naar de GP3 Series, waar hij 1 seizoen mee deed. Hij kwam uit voor het team ART Grand Prix. Met een overwinning op het Autodromo Nazionale Monza en het Yas Marina Circuit eindigde hij op de zesde plaats in het klassement met 133 punten.

### Formule 2
In 2017 maakte De Vries de overstap naar het hernieuwde Formule 2-kampioenschap. Daarin kwam hij uit voor het team Rapax. Hij won op het Circuit de Monaco zijn eerste race in het kampioenschap. Daarnaast behaalde hij nog een podiumplaats op het Baku City Circuit en behaalde hij een dubbele podiumplaats op de Hungaroring. Voorafgaand aan het raceweekeinde op Spa-Francorchamps verving hij Louis Delétraz bij het team Racing Engineering, terwijl Delétraz de omgekeerde weg bewandelde. In zijn eerste weekeinde voor dit team behaalde hij nog een podiumplaats, waardoor hij uiteindelijk met 114 punten als zevende zijn debuutseizoen afsloot.
In november 2017 tekende De Vries een contract bij het team Prema Racing, waar hij in 2018 een team vormde met Sean Gelael. Hij won races op Circuit Paul Ricard, de Hungaroring en Spa-Francorchamps. Daarnaast behaalde hij polepositions op Spa en het Sochi Autodrom. Ook stond hij nog driemaal op het podium, waardoor hij achter George Russell, Lando Norris en Alexander Albon vierde werd in de eindstand met 202 punten. Hiermee greep hij echter naast een zitje bij McLaren. Lando Norris en Nyck de Vries waren namelijk allebei onderdeel van het 'McLaren Young Driver Programme'. Op 15 maart 2018 werd bekend dat hij deel ging uitmaken van Racing Team Nederland, dat uitkomt in de LMP2-klasse in het WEC. Toen Nyck de Vries op 30 maart 2018 aanwezig was bij het Formule 1 Café, vertelde hij dat de coureur met de meeste punten direct bij het Formule 1-team van McLaren zou komen. Aangezien dit zwart op wit stond, aldus De Vries, en De Vries onder Norris eindigde qua puntenaantal, greep hij naast zijn enige directe kans om in de Formule 1 terecht te komen.
In 2019 maakte De Vries binnen de Formule 2 de overstap naar ART Grand Prix als vervanger van regerend kampioen George Russell, die overstapte naar de Formule 1. Hij vormde hier een team met de uit de GP3 overgekomen Nikita Mazepin. Drie races voor het eind van het seizoen werd hij gekroond tot kampioen in de klasse. 

### World Endurance Championship
Op 6 oktober 2019 won De Vries met Racing Team Nederland de 6 uur van Fuji in het World Endurance Championship, de eerste overwinning van het team in de LMP2-klasse. Hij bracht de auto in de laatste stint over de finishlijn.

### Formule E
Aan het eind van 2019 maakte De Vries zijn Formule E-debuut bij het Mercedes-Benz EQ Formula E Team, als teamgenoot van Stoffel Vandoorne. In de laatste race van dat seizoen in Berlijn behaalde hij zijn eerste podiumfinish. Het daaropvolgende seizoen begon hij met een overwinning in de eerste race in Ad Diriyah. In Valencia behaalde hij zijn tweede zege, en in Londen behaalde hij twee podiumplaatsen. In de laatste race in Berlijn werd hij voor het eerst wereldkampioen in de Formule E.

### Formule 1
In december 2020 testte De Vries tijdens de Young Driver Test in Abu Dhabi in de Mercedes W11.
De Vries is sinds 2021 reservecoureur bij het F1-team van Mercedes en mocht tevens in 2021 testen in de Mercedes F1 W12 tijdens de Young Driver Test.
Op 20 mei 2022 maakte De Vries zijn debuut in de Formule 1-klasse. Tijdens de eerste vrije training van de GP van Spanje verving hij Alexander Albon voor het team van Williams-Mercedes. Tijdens de eerste vrije training van de GP van Frankrijk verving hij Lewis Hamilton voor het team van Mercedes. De eerste vrije training van de GP van Italië, op vrijdag 9 september, reed hij in de Aston Martin-Mercedes in de plaats van Sebastian Vettel. Later dat weekend maakte De Vries zijn Formule 1-racedebuut bij Williams vanwege een blindedarmontsteking bij Alexander Albon. Hij wist in Q2 de dertiende startplek te bemachtigen. In verband met gridstraffen van andere coureurs startte hij vanaf de achtste plaats op de grid. De Vries finishte als negende in de race.
Op 8 oktober 2022 werd bekendgemaakt dat De Vries in 2023 ging uitkomen voor het team AlphaTauri, hij volgde de naar Alpine vertrekkende Pierre Gasly op. Helmut Marko uitte gedurende het seizoen meerdere malen kritiek op de tegenvallende resultaten van De Vries. Op 11 juli 2023, enkele dagen na de Grand Prix van Groot-Brittannië, werd bekendgemaakt dat De Vries per direct wordt vervangen door Daniel Ricciardo.

### Terugkeer in de Formule E
In september 2023 werd bekend dat De Vries terugkeert naar de Formule E, hij tekende een contract om te rijden voor Mahindra Racing vanaf het seizoen 2023-2024.

### Super Formula
In augustus 2024 kwam het nieuws naar buiten dat De Vries voor twee wedstrijden Japanse Super Formula gaat rijden voor het team Impul. De Vries maakt zijn opwachting op het circuit van Motegi op 25 augustus en op het circuit van Fuji op 12 en 13 oktober.

## Formule 1-carrière

### Teams
| Jaar/Jaren | Team |
| ---------- | --- |
| 2022       | Mercedes (als testcoureur) Aston Martin F1 (als testcoureur) Williams Racing (als testcoureur en coureur) |
| 2023       | AlphaTauri                                                                                                |

### Statistiek
Onderstaande tabel is bijgewerkt tot en met de GP van Abu Dhabi, 26 november 2023.
|                       | 2022 | 2023 | Totaal         |
| --------------------- | ---- | ---- | -------------- |
| Aantal races          | 1    | 10   | 11 (11 starts) |
| Aantal zeges          | 0    | 0    | 0              |
| Aantal pole-positions | 0    | 0    | 0              |
| Aantal snelste rondes | 0    | 0    | 0              |
| Aantal podiumplaatsen | 0    | 0    | 0              |
| Aantal WK-punten      | 2    | 0    | 2              |
| Eindstand WK          | 21   | 22   |                |

### Formule 1-resultaten
| Kleur  | Resultaat                       |
| ------ | ------------------------------- |
| Goud   | Winnaar                         |
| Zilver | Tweede plaats                   |
| Brons  | Derde plaats                    |
| Groen  | Gefinisht (punten behaald)      |
| Blauw  | Gefinisht (geen punten behaald) |
| Blauw  | Niet geklasseerd (NC)           |
| Paars  | Uitgevallen (DNF)               |
| Rood   | Niet gekwalificeerd (DNQ)       |

| Kleur   | Resultaat                              |
| ------- | -------------------------------------- |
| Zwart   | Gediskwalificeerd (DSQ)                |
| Wit     | Niet gestart (DNS)                     |
| Blanco  | Gewond (INJ)                           |
| Blanco  | Uitgesloten (EX)                       |
| Blanco  | Teruggetrokken (WD) / Niet deelgenomen |
| 1, 2, 3 | Sprint positie (punten behaald)        |
| P       | Poleposition                           |
| S       | Snelste ronde                          |

| Jaar | Inschrijving                     | Chassis            | Motor                             | 1      | 2      | 3       | 4       | 5      | 6      | 7      | 8      | 9      | 10     | 11    | 12     | 13    | 14    | 15    | 16     | 17    | 18    | 19    | 20     | 21    | 22    | Pos | Punten |
| ---- | -------------------------------- | ------------------ | --------------------------------- | ------ | ------ | ------- | ------- | ------ | ------ | ------ | ------ | ------ | ------ | ----- | ------ | ----- | ----- | ----- | ------ | ----- | ----- | ----- | ------ | ----- | ----- | --- | ------ |
| 2022 | Williams Racing                  | Williams FW44      | Mercedes-AMG F1 M13 E Performance | BHR 0  | SAR 0  | AUS 0   | EMI 0   | MIA 0  | SPA TC | MON 0  | AZE 0  | CAN 0  | GBR 0  | OOS 0 |        |       |       |       | ITA 9  | SIN 0 | JPN 0 | VST 0 |        | SAP 0 | ABU 0 | 21  | 2      |
| 2022 | Mercedes AMG Petronas Motorsport | Mercedes AMG W13   | Mercedes-AMG F1 M13 E Performance |        |        |         |         |        |        |        |        |        |        |       | FRA TC | HON 0 | BEL 0 | NED 0 |        |       |       |       | MXS TC |       |       | 21  | 2      |
| 2022 | Aston Martin F1                  | Aston Martin AMR22 | Mercedes-AMG F1 M13 E Performance |        |        |         |         |        |        |        |        |        |        |       |        |       |       |       | ITA TC |       |       |       |        |       |       | 21  | 2      |
| 2023 | AlphaTauri                       | AlphaTauri AT04    | Honda H001                        | BHR 14 | SAR 14 | AUS 15† | AZE DNF | MIA 18 | MON 12 | SPA 14 | CAN 18 | OOS 17 | GBR 17 | HON 0 | BEL 0  | NED 0 | ITA 0 | SIN 0 | JPN 0  | QAT 0 | VST 0 | MXS 0 | SAP 0  | LSV 0 | ABU 0 | 22  | 0      |

- † Uitgevallen maar wel geklasseerd omdat er meer dan 90% van de raceafstand werd afgelegd.

### Formule 1-record
| Omschrijving record                                                | Aantal | Details                                                                   | Ref.   |
| ------------------------------------------------------------------ | ------ | ------------------------------------------------------------------------- | ------ |
| Voor de meeste teams gereden in één seizoen (niet per sé in races) | 5      | Formule 1 in 2022: Williams, Mercedes, Aston Martin, Alpine en AlphaTauri | [ 20 ] |